# 内根伯特尔
内根伯特尔是德国石勒苏益格－荷尔斯泰因州的一个市镇。总面积16.97平方公里，总人口1065人，其中男性521人，女性544人（2011年12月31日），人口密度63人/平方公里。